# Balaté
Balaté est un petit village amérindien Lokono ou Arawak appartenant à la commune de Saint-Laurent-du-Maroni près du village de Saint-Jean-du-Maroni. Il compte à peu près 600 habitants. Son capitaine ou chef coutumier était Brigitte Wyngaarde (Les Verts) entre 1996 et 2007.
Il existe un projet de construction d'un casino à la pointe Balaté (à l'angle du Maroni et de la crique Balaté).[réf. nécessaire]